# طواف فلاندرز 2012
طواف فلاندرز 2012 هو سباق دراجات هوائية أقيم بتاريخ 1 أبريل 2012، تكون السباق من 1 مراحل وامتدّ لمسافة 256.9 كم بسرعة 42.282 كم/س، استغرق السباق 6 ساعة 04 دقيقة 33 ثانية.

## معرض صور

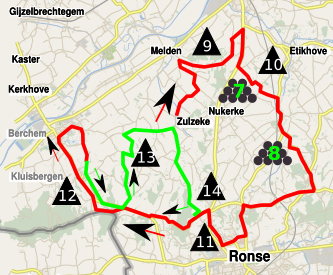
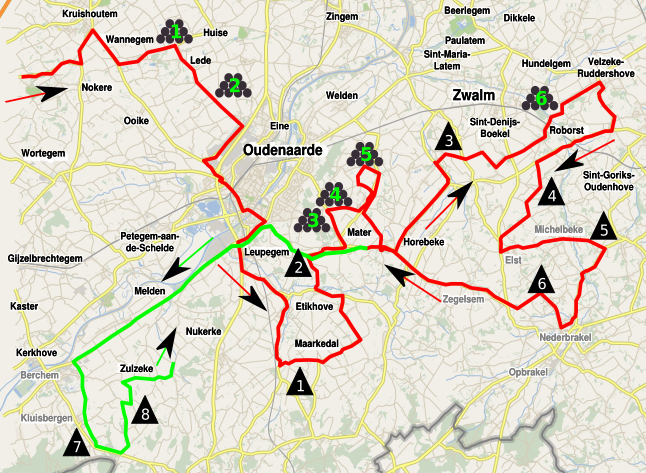
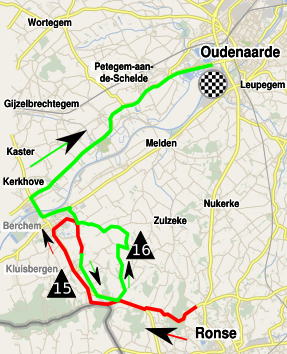